# Timoney Stones
 Die Timoney Stones (irisch Clocha Tuaim Eabhna) sind Menhirgruppen, die in einmaliger Weise keinem erkennbaren Muster folgen. Sie liegen bei Templemore, acht Kilometer südöstlich von Roscrea in den Timoney Hills im County Tipperary in Irland. Es sind noch über 120, von einst über 200 Menhiren, die in einem zehn Kilometern langen, 40 Hektar großen Gebiet, das südöstlich von Roscrea beginnt und südwestlich von Borris-in-Ossory im County Laois endet, verstreut liegen. Ihre Verbreitung reicht bis in die Nähe der Cullaun Stones bei Templemore, mit denen sie vielleicht einen Komplex bildeten.

## Beschreibung
Bis zu 300 Steine, fünf Cairns und ein Steinkreis wurden hier aufgestellt. Ihr Ursprung ist rätselhaft, einige Beachreiber legen sie in die Jungsteinzeit, andere vermuten eine romantische Neuanlage aus dem 19. Jahrhundert.
Erhalten sind 121 Steine, von denen 93 stehen. Sie sind ohne durchgängiges Muster weit verstreut: Sechzehn Steine bilden einen Steinkreis von 70 m Durchmesser. Außerdem finden sich mehrere Dreiergruppen aus je einem hohen Stein, einem kurzen Stein und einer Platte. Des Weiteren gibt es mehrere Paare von teils nordsüdlicher, teils ostwestlicher Ausrichtung. Die Steine haben Größen zwischen 0,3 und 2,0 m.
Die Cairn s wurden entfernt.
Im Denkmalverzeichnis archäologischer Orte für die Nordhälfte des County Tipperary sind diese Megalithen als drei verschiedene Gruppen aufgelistet.

## Kontext
Menhire werden in der Regel isoliert oder in Gruppen gefunden. Einzelsteine zeigen Begräbnisse, Grenzen oder Ritualplätze an. In Gruppen, Reihen, Kreisen oder zu Paaren gefunden dienten sie ähnlichen Funktionen. Die Timoney Stones folgen keinem dieser Muster, weshalb sie Thema der Diskussion sind und die Datierung der Steine unklar bleibt. Lediglich die Tatsache, dass sie aufgerichtet wurden, weist darauf hin, dass es sich nicht um erratische Blöcke der Eiszeit handelt. Ein Steinkreis bei Cullaun (möglicherweise ein Dun) und die Tatsache, dass es bei Timoney fünf (jetzt zerstörte) Steinhügel gab, belegen menschliche Anwesenheit in der Jungsteinzeit und/oder frühen Bronzezeit.
Die benachbarten Cullaun Stones (irisch Collán) sind Menhire und -gruppen, die, ähnlich wie die Timoney Stones keinem erkennbaren Muster folgen. 
Keine lokale Legende erwähnt die Steine, was nichts beweist, da nicht jede historische Stelle in lokalen Legenden erwähnt wird. Im 19. Jahrhundert führte der Grundbesitzer William Hutchinson auf seinen Ländereien in Timoneyhills und Cullaun gestalterische Veränderungen durch. Er pflanzte 1814 viele Wäldchen in dem felsigen Gebiet an, um das Land attraktiver zu machen. Sein Sohn John Dawson Hutchinson führte Tagebuch und erwähnte darin die Steine als alt. Er erwähnte auch, dass einige Steine von Pächtern umgelagert worden seien.